# 艾美的世界
《艾美的世界》（英語：Amy），1997年纳迪娅·塔斯执导澳大利亚电影，由戴维·帕克編劇，阿尔纳·代·罗马、雷切尔·格里菲思、班·曼德森和尼克·巴克主演。

## 背景
故事灵感来源于《我，堂吉诃德》。剧本由纳迪娅·塔斯的丈夫戴维·帕克创作而成。由于财务问题以及埃米的选角，该片制作进程拖了11年。

## 剧情
埃米（阿尔纳·代·罗马饰）的父亲威尔·恩克尔（尼克·巴克饰）是一名流行摇滚音乐人，某日表演时不幸触电身亡，由此给埃米带来严重心理创伤，使其聋哑。于是，母亲塔尼娅（雷切尔·格里菲思饰）带8岁的埃米来到墨尔本，想知道造成她聋哑的原因。埃米和邻居罗伯特（班·曼德森饰）成为了好朋友，而当地社会工作人员则不厌其烦地前来骚扰，让塔尼娅送埃米去上学。三年后的某一天，埃米跟着罗伯特的摇滚音乐唱了起来。母亲在一名治疗师的帮助下，也终于解决了自己的心理问题。

## 演员
- 阿尔纳·代·罗马…………埃米·恩克尔
- 雷切尔·格里菲思…………塔尼娅·拉穆斯
- 班·曼德森…………罗伯特·布坎南
- 尼克·巴克…………威尔·恩克尔
- 克里·阿姆斯特朗…………萨拉·特伦德尔
- 杰里米·特里加蒂…………扎克·特伦德尔
- 威廉·扎帕…………比尔·特伦德尔
- 托基·尼尔森…………卢克·拉西特尔
- 蘇利文·斯坦布萊頓…………韦恩·拉西特尔